# 光井愛佳
光井愛佳（1993年1月12日—）為日本女子組合「早安少女組。」第八期及「守護者4」的成員，隸屬於藝能事務所UP-FRONT AGENCY。出生於日本滋賀縣大津市（出生地為兵庫縣），血型O型，身高154 cm。

## 個人資料

### 特徵
- 2006年在早安少女組選拔會（早安少女組HAPPY8期選拔會）中，擊敗吉川友[註 1]、花田奈都美、佐藤堇[註 2]、增田絢美[註 3]和奧村陽，成為6883位參加者中的唯一合格者。
- 參選（早安少女組HAPPY8期選拔會）時，就被早安少女組。的田中麗奈與Hello! pro EGG的福田花音予想會成為當選者。
- 在第1次審査她所唱的歌是濱崎步『BLUE BIRD』，第3次審査所唱的歌是，最終審査所唱的歌是。
- 在早安少女組中，是繼初代成員中澤裕子、四期加護亞依後第三位關西出身的成員。
- 加入早安少女組前戴有牙套，於加入後拆除。
- 曾指出久住小春是其尊敬並作為目標的早安成員，2008年6月27日在上海接受了記者的專訪時指出最欣賞的前輩是龜井繪里。
- 2007年12月剪去長髮，於常規節目Haromoni@亮相。
- 加入初期經常做出個人指定動作みっつぃで～す！!。

性格
- 參與選拔會時以非常懶散的表現，被淳君評論為熱消費量約62％。但是實際上，具有強烈的個性和智慧，通常被成員說「頭腦很好」。
- 曾指出自己的魅力中心點是「笑容」。此外，緊張的時候她會笑。
- 據其本人自我分析，長處是「能夠明亮地、精神充沛地玩的女孩」，短處是「自言自語」。
- 持有一顆和善的心。

興趣
- 最喜歡的食物是草莓和醃梅，討厭的食物是巧克力。
- 擅長料理，會親自製作午飯飯盒。
- 動物愛好者，在滋賀縣的時候，家裡亦飼養了狗；後來去了東京，亦開始飼養了另一種狗。亦喜歡其它動物例如老虎（特別是白虎）。
- 特技是按摩、游泳、打籃球。之前的官方簡介曾寫「特技」一欄為保齡球，是在填寫官方簡介的時候，母親建議的。
- 擅長的科目是「國語」和「體育」。
- 在學校隸屬於游泳部，但只懂得自由式。

## 個人簡歷
2006年
- 12月10日 - 在早安少女組選拔會モーニング娘。HAPPY8期オーディション（早安少女組HAPPY8期選拔會）中，成為6883位參加者中的唯一合格者。

2007年
- 1月27日 - 於橫濱體育館で開催的「Hello! Project 2007 Winter ～集結！10th Anniversary～」初次亮相。
- 2月8日 - 初次出演音楽番組「歌番」。
- 2月11日 - 首次出演「ハロー！モーニング。」
- 2月14日 - 出道曲「笑顔YESヌード」發售。
- 4月 - 在滋賀的FM局e-radio的節目「radio drive」內、個人廣播番組「モーニング娘。光井愛佳の、愛 say hello」開始。
- 5月13日 - 參演「第一回ハロー！プロジェクト新人公演 さるの刻・とりの刻」。
- 9月12日 - 與早安少女組｡的 新垣里沙 及℃-ute的 中島早貴、岡井千聖四人共同為了動畫《Robby & Kerobby》而組成新團體「Athena & Robikerottsu」（アテナ&ロビケロッツ）並演唱節目的片頭曲及片尾曲。
- 10月8－9日 - 在モーニング娘。“熱っちぃ地球を冷ますんだっ。”文化祭2007 in 横浜的動畫片廣場中以Athena & Robikerottsu的身份首次演出。
- 11月14日 - Athena & Robikerottsu首張單曲「勝利のBIG WAVE!!!」發售。
- 11月25日 - 「ハロモニ@」舉行特別企劃，「以一邊吸氧液化氣瓶一邊說言詞的遊戲」中勝出，當選為 《偶像宣言》新登場人物ぐろっさん的配音員。

2008年
- 2月14日 - Athena & Robikerottsu第二張單曲「青春！LOVEランチ」發售。
- 4月5日 - 在八王子市民会館「モーニング娘。コンサートツアー2008春～シングル大全集～」第一公演結束後，表示強烈腹痛，該晚的公演臨時缺席，經過診察的診斷結果為「急性闌尾炎(盲腸炎)，須要兩週的靜養與治療」。故4月12日福岡與4月13日廣島的兩天3公演因療養而無法參加。
- 5月18日 - 「ハロモニ@」舉行特別企劃「記憶王決定戰」，從中勝出並成為早安少女組記憶王。
- 8月6日-25日 - 在音樂劇シンデレラtheミュージカル和道重沙由美合演妖精。

2009年
- 4月3日 - 於官方網頁發表被編入新組合「守護者4」的消息，譽定為卡通守護甜心!之成員。
- 5月15日 - 因左腳食指有軟骨脫離而需要進行手術。

2012年
- 5月4日 - 於官方網頁發表將於在5月18日，在日本武道館舉行的「モーニング娘。コンサートツアー2012春 ～ウルトラスマート～ 新垣里沙卒業スペシャル」最後公演結束後，從モーニング娘。畢業。
- 5月18日 - 於早安少女組｡中畢業，成為個人歌手。

2018年
- 11月3日-和事務所合約終止，並從演藝圈引退，以在紐西蘭學到的料理技術做為未來的目標。

## 演出

### 電視節目
- ハロー！モーニング。（テレビ東京他）
- ハロモニ@（テレビ東京他）
- よろセン！

### 声優
- 偶像宣言（2008年12月14日－、テレビ東京他、ぐろっさん役）

### 廣播
- モーニング娘。光井愛佳の、愛 say hello（2007年4月5日-、e-radio）

## 所屬組合
- 早安少女組｡（2006年12月10日－2012年5月18日）
- Athena & Robikerottsu（2007年－）
- 守護者4（2009年－2010年）

## 外部連結
- 製作人淳君對是次選秀會和對她的感想（日語）
- 官方網頁的啓事（日語）

1. ↑  她在其後成為「Hello! pro EGG」的成員之一
2. ↑  後成為AKB48第七期成員
3. ↑  於最終審查前宣佈退出，有傳因她於當日參加由艾迴唱片主辦的選拔賽